# Der Kater mit Hut (Animationsfilm)
Der Kater mit Hut (The Cat in the Hat) ist eine kommende US-amerikanische animierte CGI-Komödie im Jahr 2026 und der erste animierte Film, basierend auf dem gleichnamigen Kinderbuch, nachdem es bereits 2003 mit Ein Kater macht Theater eine Realverfilmung gab. Regie führen Alessandro Carloni und Erica Rivinoja, die ebenfalls das Drehbuch schreiben. Produzenten sind Daniela Mazzucato und Jared Stern. Der Film wird von Warner Bros. Pictures Animation in Zusammenarbeit mit Dr. Seuss Enterprises und DNEG Animation produziert und von Warner Bros. Pictures vertrieben. Die Premiere ist am 27. Februar 2026 und die deutsche Kinopremiere bereits am 26. Februar 2026.

## Handlung
Der Kater mit Hut ist zurück am Institut der Institution für Imagination und Inspiration GmbH und begrüßt seine Kollegen herzlich. Doch dann bekommt er neuen Auftrag, in dem er das Leben zweier Geschwister auf den Kopf stellt, die Schwierigkeiten haben, sich in ihrer neuen Umgebung einzuleben. Mit seinem unkonventionellen Charme und einer Reihe skurriler Begleiter sorgt der Kater für turbulente Abenteuer, die den Geschwistern helfen, sich anzupassen und neue Freundschaften in der fremden Stadt zu schließen.

## Produktion
Im Januar 2018 erwarb Warner Bros. Pictures im Rahmen einer kreativen Partnerschaft mit Dr. Seuss Enterprises die Rechte an einem Animationsfilm namens „Cat in the Hat“ für die damals noch Warner Animation Group. Im Oktober 2020 wurden Erica Rivinoja und Art Hernandez als Regisseure bekannt gegeben, wobei Juni 2023 jedoch Hernandez durch Alessandro Carloni ersetzt wurde.
Im März 2024 wurde berichtet, dass Bill Hader für die Titelrolle gecastet wurde und später im selben Monat bestätigte Bill Damaschke, der neu angestellte Präsident von der neu gegründeten Warner Bros. Pictures Animation-Einheit, Haders Rolle offiziell. Quinta Brunson, Bowen Yang, Xochitl Gomez, Matt Berry und Paula Pell wurden als neue Sprecher bekannt gegeben. Hader fungierte neben Susan Brandt, Präsidentin und CEO von Dr. Seuss Enterprises, auch als ausführender Produzent. Jared Stern und Daniela Mazzucato wurden als Produzenten angekündigt, während DNEG Animation zusammen mit Warner Bros. Pictures Animation die Animation übernahm. Im Juni 2025 wurde berichtet, dass America Ferrera zur Besetzung der Sprecher stößt. Ferrera wurde später im selben Monat neben Tiago Martinez, Tituss Burgess und Giancarlo Esposito bestätigt.